# Halifax-Explosion

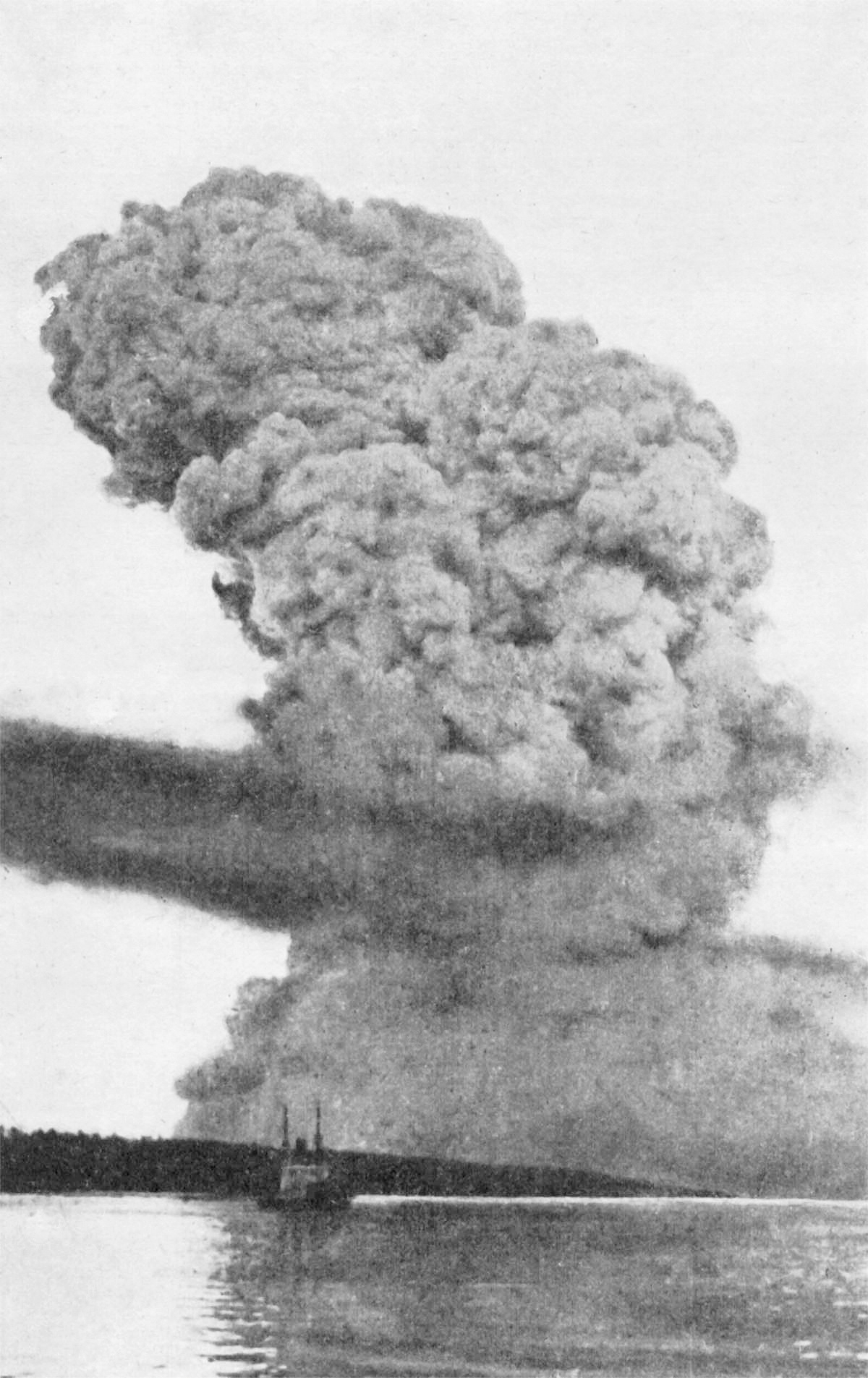
Rauchwolke der Explosion vom Bedfordbecken aus gesehen (6. Dezember 1917)

Die Halifax-Explosion war eine Katastrophe, die sich am 6. Dezember 1917 in Halifax an der kanadischen Ostküste ereignete. Dabei kollidierte der französische Munitionsfrachter Mont Blanc mit dem norwegischen Schiff Imo. Bei der Kollision geriet die Mont Blanc in Brand und explodierte.
Bei dem Unglück wurden mindestens 1946 Personen getötet und 7000 vorwiegend durch Glassplitter verletzt. Die Explosion war so gewaltig, dass sie eine Flutwelle und heftige Erderschütterungen auslöste, während die enorme Druckwelle Bäume entwurzelte, Eisenbahnschienen verbog und zahlreiche Gebäude zerstörte, deren Trümmer über hunderte von Metern weggeschleudert wurden.
Es handelte sich um eine der heftigsten nichtnuklearen Explosionen der Geschichte. Sie gilt als die weltweit größte unfallbedingte von Menschen verursachte Explosion. An keinem anderen Tag zwischen dem amerikanischen Sezessionskrieg (1861–1865) und dem Terroranschlag auf das World Trade Center (2001) kamen auf dem nordamerikanischen Kontinent bei einem einzelnen von Menschen verursachten Ereignis so viele Personen ums Leben.
Auf Grund seiner tiefgreifenden und lang anhaltenden Folgen wurde das Ereignis am 2. Mai 2016 durch die kanadische Regierung, auf Vorschlag des Historic Sites and Monuments Board of Canada, zu einem „nationalen historischen Ereignis“ erklärt.

## Geladene Sprengstoffe
Die Fracht der Mont Blanc bestand aus:
- 35 t Benzol (kein Sprengstoff)
- 63 t Schießbaumwolle
- 2.300 t explosive Pikrinsäure
- 200 t TNT

Die Gesamtstärke der Explosion entsprach ungefähr 2,9 kt (Kilotonnen) TNT-Äquivalent oder 12 TJ (Terajoule). Zum Vergleich: Die stärkste konventionelle Bombe, eine thermobarische Bombe der russischen Streitkräfte, genannt Vater aller Bomben, hat eine Sprengkraft von circa 44 t TNT-Äquivalent, die über Hiroshima gezündete Atombombe Little Boy eine von circa 13 kt. Die Stärke der Explosionskatastrophe in Beirut 2020 wird auf 1,1 kt TNT-Äquivalent geschätzt.

## Ablauf der Katastrophe

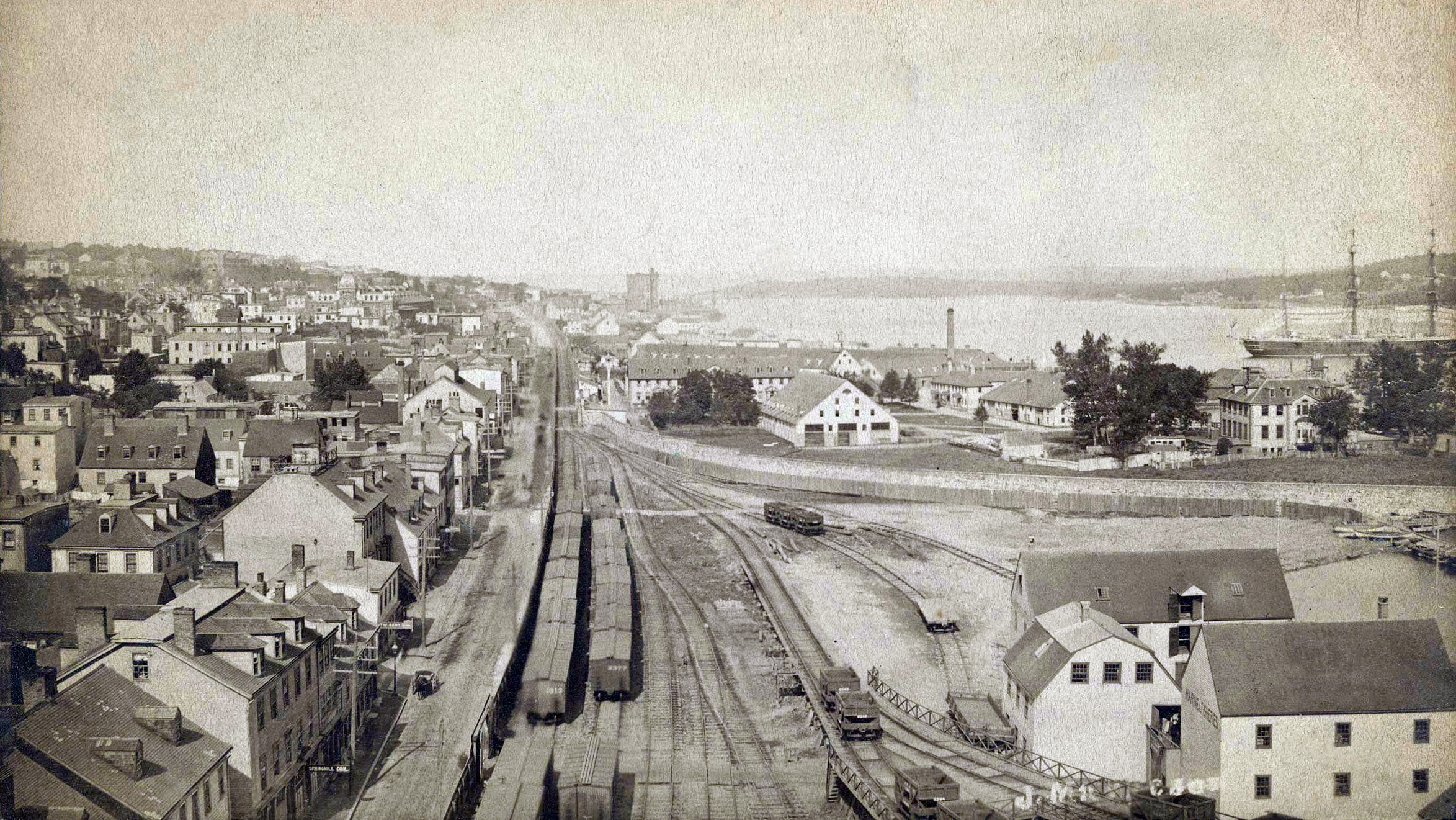
Halifax vor der Explosion (1917)

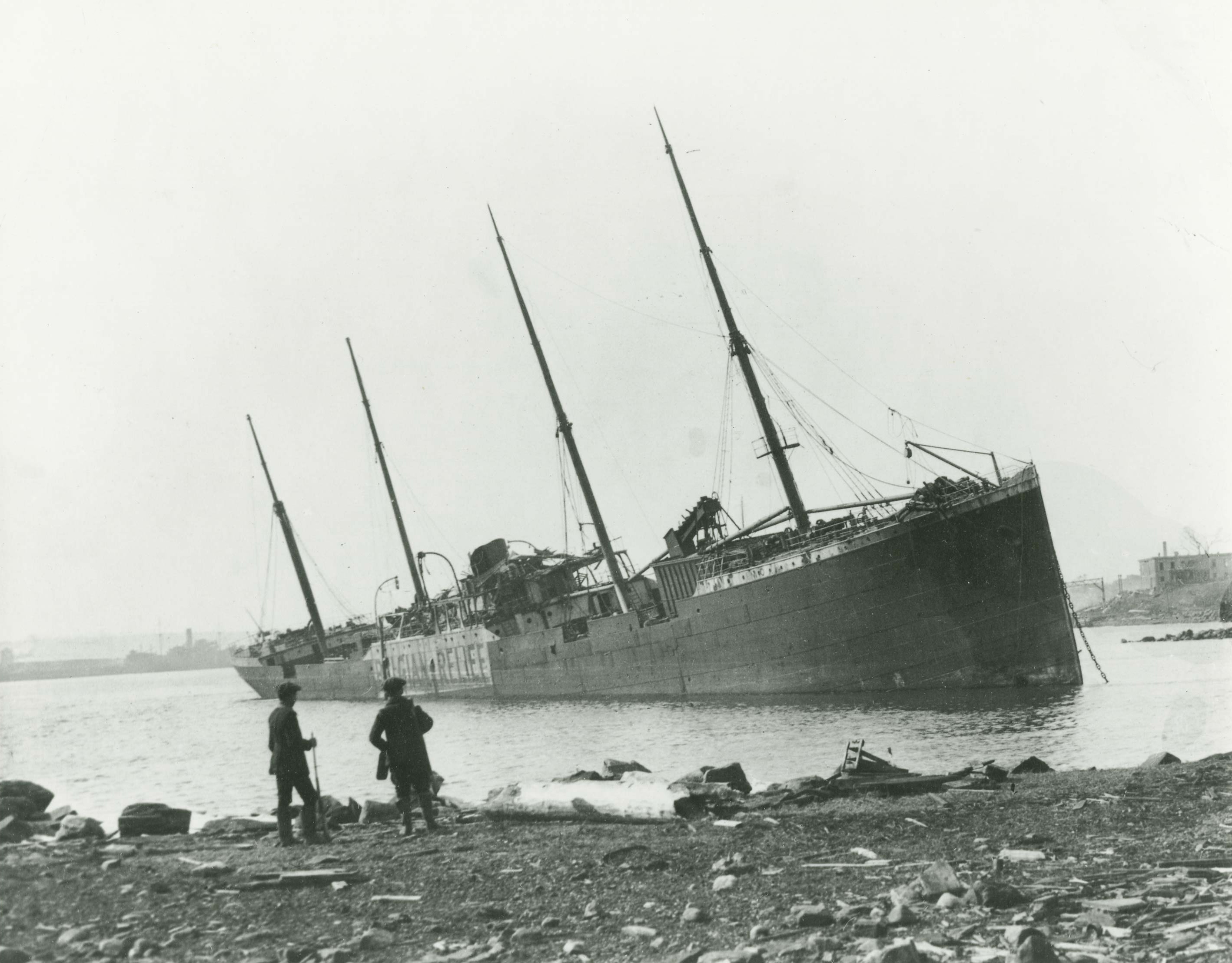
Das gestrandete Wrack der Imo (6. Dezember 1917)

Halifax war im vierten Kriegsjahr des Ersten Weltkrieges und nach dem Eintritt der Vereinigten Staaten in den Krieg im April 1917 ein bedeutender Nachschubhafen im Nordatlantik für die Entente mit entsprechend viel Schiffsverkehr.
Die Imo war aus Rotterdam eingetroffen; sie war ein Viermast-Dampfschiff für den Frachtverkehr, das 1889 als Runic für die britische White Star Line gebaut worden war. 1912 kaufte die norwegische Southern Pacific Whaling Company das 146 m lange Schiff. Die Imo war von der Kommission für das Belgische Hilfswerk gechartert, hatte Halifax zum Kohlebunkern aufgesucht und wollte nach Aufhebung der nächtlichen U-Boot-Sperre nach New York auslaufen. Das Kommando hatte Kapitän Haakon From (1870–1917), während die Steuerung in der Hafenenge vom Lotsen William Hayes übernommen wurde.
Der französische Frachter Mont Blanc, Baujahr 1899, gehörte der Compagnie Générale Transatlantique, war mit 111 m Länge kleiner als die Imo und unterstand Kapitän Aimé Le Medec; Lotse war Francis Mackey.
Am Donnerstag, dem 6. Dezember 1917, gegen 7:30 Uhr Ortszeit lief die Mont Blanc aus New York kommend in Halifax ein, um sich einem Konvoi nach Europa anzuschließen. Die vorgeschriebene Kennzeichnung des Schiffes mit roten Flaggen wegen seiner gefährlichen Ladung fehlte. Auch die Imo hatte auf die Aufhebung der Sperre gewartet. Bei der Einfahrt in der Enge des Hafens von Halifax kam die Mont Blanc der Imo entgegen; beide befanden sich auf derselben Seite des Fahrwassers, so dass Ausweichmanöver erforderlich wurden. Die Mont Blanc signalisierte, dass sie nach steuerbord (von ihr aus gesehen rechts) ausweichen würde, allerdings behielt die Imo ihren Kurs bei. Als klar wurde, dass die Schiffe auf Kollisionskurs waren, gingen beide Schiffe auf volle Kraft zurück, ein Zusammenstoß ließ sich aber nicht mehr vermeiden. Dieser, gegen 8:45 Uhr erfolgt, war zwar im Prinzip nicht gravierend, beim Reiben von Stahl auf Stahl entstehende Funken reichten aber aus, aus umgestürzten Fässern der Decksladung stammendes Benzol an Bord der Mont Blanc zu entzünden. Die Mannschaft sprang in das eiskalte Wasser des Hafenbeckens, um sich zu retten. Auch die Imo drehte angesichts des sich rasant ausbreitenden Feuers schnellstmöglich ab. Einige der Matrosen der Mont Blanc, die sich an Land retten konnten, warnten die Stadtbevölkerung vor der bevorstehenden Katastrophe, wobei es allerdings zu Verständigungsproblemen zwischen den französischen Seeleuten und den englischsprechenden Kanadiern kam. Unterdessen brannte auf der steuerlos zum Kai Nummer 6 im Norden von Halifax hintreibenden Mont Blanc das entzündete Benzol rund 20 Minuten vor sich hin, von manchen Schaulustigen am Kai bestaunt, die nichts vom brisanten Rest der Fracht ahnten.
Das Schiff explodierte um 9:04 Uhr. Ein riesiger Feuerball, eine Flutwelle und eine Druckwelle verwüsteten weite Teile der Stadt in Sekundenschnelle. Im Umkreis von 70 Kilometern gingen Scheiben zu Bruch, ein Kanonenrohr wurde fast einen Kilometer weit fortgeschleudert. Der abgerissene, 520 Kilogramm schwere Schaft des Ankers der Mont Blanc wurde 3,85 Kilometer weit geschleudert. Ein Teil des Ankerschafts befindet sich noch heute nur wenige Meter von der Fundstelle entfernt und wurde als Gedenkstätte gestaltet. Die Explosion konnte noch am Kap Breton gehört werden, das über 300 Kilometer nordöstlich von Halifax liegt. Rund zehn Minuten lang stand über dem Hafen eine pilzförmige Wolke aus Staub und Trümmern, aus der heraus ein ölig-rußartiger Niederschlag fiel.

## Folgen

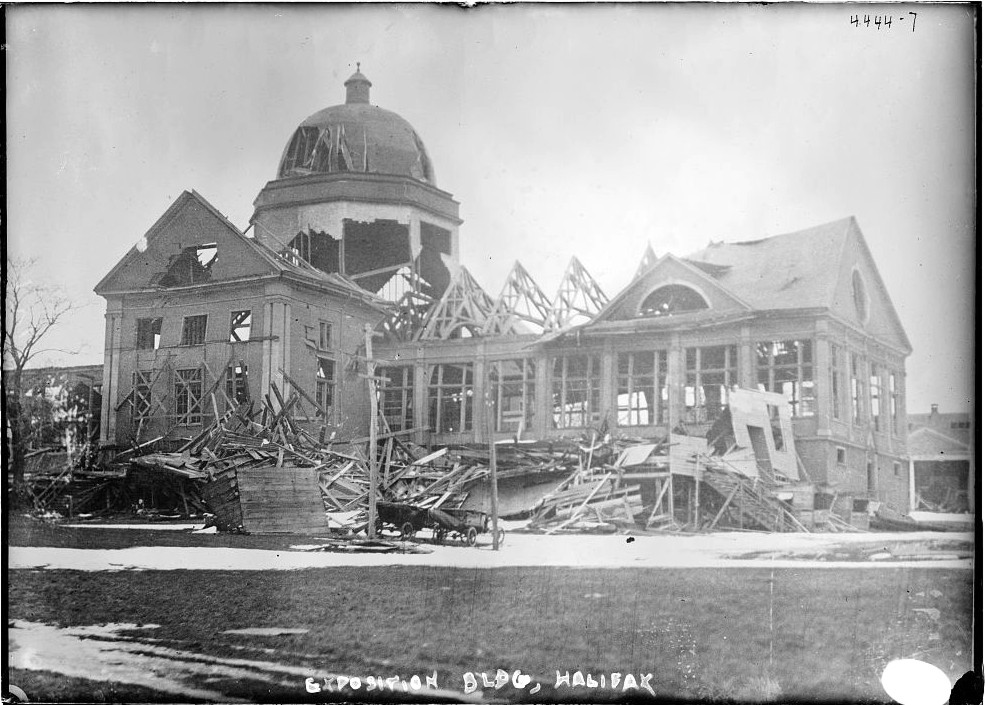
Zerstörtes Gebäude in Halifax

Das gesamte Stadtviertel Richmond war dem Erdboden nahezu gleichgemacht. 250 Leichen waren so stark verstümmelt, dass eine Identifizierung unmöglich war, viele blieben vermisst. 25 Personen mussten Glieder amputiert werden, 37 Menschen erblindeten als Folge der Katastrophe. Das Militär richtete Nothospitäler und provisorische Unterkünfte ein und übernahm anstelle der Zivilverwaltung die Kontrolle über die Stadt.
Unter den zahlreichen persönlichen Dramen des Unglückstages ist besonders die Geschichte von Vincent Coleman zu erwähnen, der ungeachtet der Lebensgefahr zu seinem Telegrafenbüro zurückeilte und gerade noch rechtzeitig sich nähernde Züge vor der drohenden Katastrophe warnte. Coleman kam bei der Explosion ums Leben, die Züge wurden am Stadtrand gestoppt und entgingen so dem Unglück.
Am Tag nach der Katastrophe traf ein Blizzard die Stadt, so dass Rettungs- und Aufräummaßnahmen stark behindert wurden. Hilfsmannschaften trafen aus den benachbarten Provinzen Prince Edward Island und New Brunswick sowie aus dem damals noch nicht zu Kanada gehörenden Neufundland ein. In den nächsten Tagen wurde für die Opfer und die Hinterbliebenen weltweit gespendet. Insbesondere das Rote Kreuz von Boston und das „Massachusetts Public Safety Committee“ leisteten wertvolle Hilfe, worauf die bis heute andauernde enge Städtefreundschaft zwischen Halifax und Boston beruht – alljährlich schenkt Halifax der Stadt Boston als Dank einen Weihnachtsbaum.
Zunächst war der überlebende Kapitän der Mont Blanc für das Unglück verantwortlich gemacht und vor Gericht gestellt worden, er wurde aus Mangel an Beweisen jedoch freigesprochen.
Die Explosion und ihre Folgen bildeten die Grundlage für mehrere Romane; am bekanntesten sind Barometer Rising von Hugh MacLennan und Burden of Desire von Robert MacNeil. Bei John Irving ist sie der Hintergrund eines Exkurses in Bis ich dich finde.

## Rezeption
Literatur
In seiner 2023 erschienenen Autobiographie Pageboy erzählt Elliot Page die Geschichte des Unglücks. Anlass ist sein erster Kuss, der an dem Ort stattgefunden hatte. Das ist ihm Anlass für eine Reflexion über Ereignis und Schicksal.
Dokumentarfilm
2003 erschien der Film Shattered City: The Halifax-Explosion des Regisseurs Bruce Pittman.
2018: Kanadas größte Katastrophe Die Explosion von Halifax

Musik
Das Lied Fire and Flame der britischen Band The Longest Johns erzählt den Ablauf der Katastrophe und erwähnt auch Vincent Colemans Heldentum.